# Anolis garridoi
Anolis garridoi är en ödleart som beskrevs av  Diaz ESTRADA och MORENO 1996. Anolis garridoi ingår i släktet anolisar, och familjen Polychrotidae. Inga underarter finns listade i Catalogue of Life.